# شیست

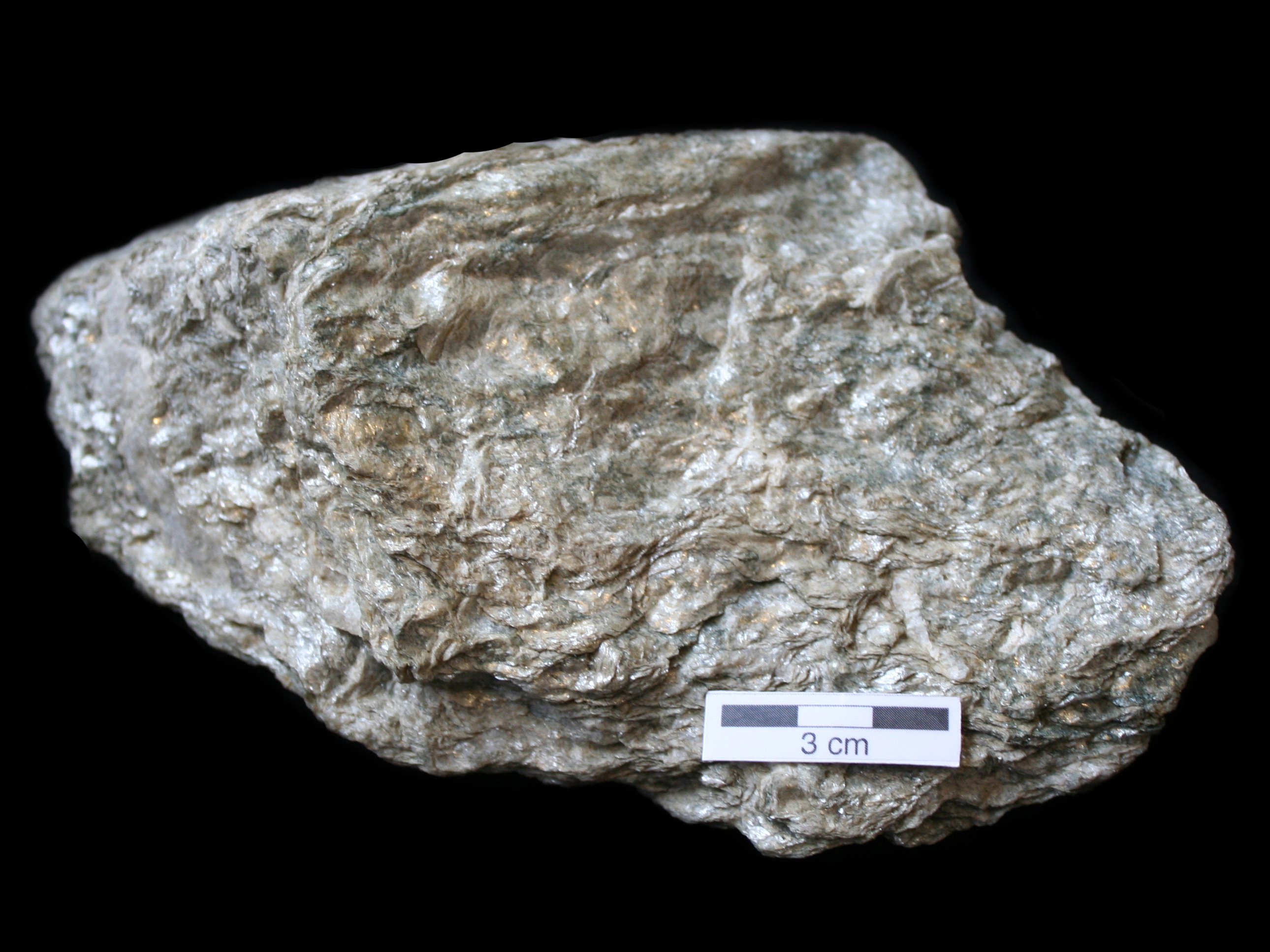
نمونه شیست از خود ویژگی «فلسی» و بافت شیست وارگی یا اردوال سانی به نمایش می‌گذارد که به دلیل وجود میکاهای ورقه ای شکل درون آن می‌باشد.

شیست (Schist) با نام فارسیِ اَردُوال، یک سنگ دگرگونی با دانه‌های متوسط است که اردوال‌سانی (شیستوزیته، Schistosity) قابل توجهی را نشان می‌دهد. این بدان معناست که این سنگ از دانه‌های معدنی تشکیل شده است که به راحتی با یک ذره‌بین کم‌قدرت قابل مشاهده هستند و به گونه‌ای جهت‌گیری شده‌اند که سنگ به راحتی به ورقه‌ها یا صفحات نازک تقسیم می‌شود. این بافت نشان‌دهنده محتوای بالای کانی‌های ورقه‌ای مانند میکا، تالک، کلینوکلر یا گرافیت است. این کانی‌ها اغلب با کانی‌های دانه‌ای‌تر مانند فلدسپات یا کوارتز در هم آمیخته می‌شوند.
شیست معمولاً در طول دگرگونی منطقه‌ای همراه با فرایند کوه‌زایی تشکیل می‌شود و معمولاً نشان‌دهنده درجه متوسطی از دگرگونی است. شیست می‌تواند از انواع مختلفی از سنگ‌ها، از جمله سنگ‌های رسوبی مانند گل‌سنگ‌ها و سنگ‌های آذرین مانند توف‌ها تشکیل شود. شیست دگرگون شده از گل‌سنگ به ویژه رایج است و اغلب بسیار غنی از میکا است (یک "شیست میکا"). در جایی که نوع سنگ آغازین قابل تشخیص باشد، معمولاً به شیست نامی داده می‌شود که منعکس‌کننده سنگ آغازین آن است، مانند "متاسنداستون شیستوز". در غیر این صورت، نام کانی‌های تشکیل‌دهنده در نام سنگ گنجانده می‌شود، مانند "شیست کوارتز-فلدسپات-بیوتیت".
سنگ بستر اردوال می‌تواند به دلیل شکست‌های مشخص آن، چالشی برای مهندسی عمران ایجاد کند.

## جزئیات
شیست یک سنگ با درجه دگرگونی متوسط و متشکل از گِل سنگ و شیل می‌باشد. شیست دارای دانه‌هایی با اندازه متوسط تا درشت، مسطح و ورقه‌ای شکل با جهت‌یافتگی اختصاصی (دانه‌های نزدیک به هم شدیداً موازی هستند) است. این سنگ به واسطه داشتن مقادیری بالای ۵۰٪ از کانی‌های صفحه‌ای و کشیده (همچون میکا و تالک)، و غالباً با میان لایه‌های بسیار ریز کوارتز و فلدسپار مشخص می‌گردد. این کانی‌های ورقه‌ای‌شکل (مسطح، صفحه‌ای) مشتمل بر میکاها، کلریت، تالک، هورنبلند، گرافیت و سایر کانی‌های مشابه می‌باشند. کوارتز غالباً به صورت دانه‌های کشیده در این سنگ ایجاد می‌گردد تا حدی که صورت خاصی را ایجاد می‌نمایند که در اصطلاح با نام کوارتز شیست نامیده می‌شود. شیست‌ها غالباً دارای گرونا می‌باشد. شیست در دماهای بالای تشکیل شده و به نسبت فلیت دارای دانه‌های درشت‌تری است. به برگ‌وارگی (آرایش دگرگونی در لایه‌ها) با فلس‌هایی در اندازه متوسط تا درشت و جهت یافتگی ورقه‌ای ترجیحی اصطلاحاً «اردوال‌سانی» گفته می‌شود.
شیست‌های متفاوت بر اساس کانی‌های اصل تشکیل‌دهنده‌شان نامگذاری می‌گردند. به عنوان مثال شیستی که به شکل اولیه مشتمل بر بیوتیت و موسکویت باشد را میکاشیست می‌نامند. بسیاری از شیست‌ها در واقع میکاشیست هستند؛ اما انواع گرافیت شیست و کلریت شیست نیز در این میان رایج می‌باشند. شیست‌ها همچنین به دلیل وجود ترکیبات معدنی خاص (کانی) یا حتی غیر معمول همانند گارنت، تورمالین و گلوکوفان به ترتیب گارنت شیست، تورمالین شیست و گلوکوفان شیست نامگذاری می‌گردند.
دانه‌های منحصر به فرد درون شیست که به واسطه دما و فشار به حالت فلسی شکل درآمده اند را می‌توان با چشم غیر مسلح مشاهده نمود. شیست از لحاظ مشخصه، برگواره می‌باشد که این حالت مبین سهولت جدایش کانی‌های خاص به صورت فلسی یا صفحه ایی از آن می‌باشد. واژه شیست نهایتاً از کلمه یونانی (σχίζειν)(schízein) به معنای جدایش و تقسیم اخذ شده است که به سهولت جدایش شیست در طول سطوحی که کانی‌های صفحه ایی در امتداد آن قرار گرفته‌اند، اشاره دارد.
بسیاری از شیست‌ها از رُس‌ها و گِل‌هایی مشتق شده‌اند که به واسطه عبور از فرآیندهای متوالی دگرگونی مشتمل بر تولید: شیل، اسلیت و فیلیت‌ها به عنوان مراحلی میانی، ایجاد شده‌اند. برخی از شیست‌ها نیز از سنگ‌های آذرین ریزدانه همچون بازالت‌ها و توف‌ها مشتق شده‌اند.
پیش از اواسط قرن ۱۸، واژگان اسلیت، شیل و شیست به شکل جدی توسط افراد درگیر با علوم معدنکاری تفکیک نشده بود.

## فرایند ساخت
طی فرایند دگرگونی سنگ‌هایی که اصولاً دارای ماهیت رسوبی، آذرین یا دگرگونی هستند به شیست‌ها و گنیسها تبدیل می‌شوند. در صورتی که ترکیبات سنگ‌ها مشابه یکدیگر باشد و با در نظر گرفتن بالا بودن درجه دگرگونی، تشخیص آنها از یکدیگر بسیار دشوار خواهد بود. به عنوان مثال بک کوارتز پورفیری و یک ماسه سنگ فلدسپاتی، هر دو به یک میکاشیست با رنگ خاکستری یا صورتی تبدیل می‌گردند. با این حال معمولاً امکان تشخیص مابین شیست‌ها و گنیس‌های رسوبی و آذرین وجود دارد. به عنوان مثال اگر تمامی یک منطقه به واسطه این سنگ‌های داری اثرات لایه بندی، ساختار کلسیتی یا دگرشیبی اشغال شده باشد ممکن است مبین این باشد که سنگ اصلی از نوع رسوبی بوده است. در موارد دیگر اتصالگاه‌های نفوذی، لبه‌های انجماد سریع، دگرسانی مجاورتی یا ساختارهای پورفیری ممکن است اثبات نماید که در شرایط اصلی یک گنیس دگرگونی، یک سنگ آذرین بوده است. جذابیت نهایی در این مورد متعلق به شیمی سنگ است؛ زیرا انواع خاصی از سنگ‌ها وجود دارند که فقط به شکل رسوبی تشکیل می‌گردند، این در حالی است که برخی دیگر تنها در میان توده‌های آذرین یافت شوند. با این وجود هر چند دگرگونی پیشرفته تر باشد به ندرت مشاهده می‌شود که ترکیب شیمیایی توده را به شدت تغییر دهد. سنگ‌هایی همانند: سنگ آهک، دولومیت، کوارتزیت و شیل‌های آلومینیوم دار دارای ویژگی‌های شیمیایی مشخصی هستند که حتی با وجود تبلور مجدد کامل آنها را از یکدیگر متمایز می‌نماید.
اردوال‌ها اساساً با توجه به کانی‌های شکل‌دهنده و ترکیب شیمیایی طبقه‌بندی می‌گردند. به عنوان مثال بسیاری از سنگ آهک‌های دگرگونی شده، مرمر‌ها و کالک شیست‌ها به همراه دولومیت‌های بلورین شامل کانی‌های سیلیکاته ای همچون میکا، ترمولیت، دیوپسید، اسکاپولیت، کوارتز و فلدسپار هستند. آنها از رسوبات آهکی با درجات متفاوت خلوص مشتق شده‌اند. گروه دیگر، غنی در کوارتز (کوارتزیت‌ها، کوارتز شیست‌ها و گنیس‌های کوارتز دار هستند و دارای مقادیر متغییری از میکا سفید و سیاه، گارنت، فلسپار، زوئیسیت و هورنبلند می‌باشند. اینها زمانی ماسه سنگ و سنگ‌های ماسه ایی بوده‌اند. این اعتقاد نیز وجو دارد که شیست‌های گرافیتی ممکن است نشانگر رسوباتی هستند که زمانی حاوی ذغال یا بقایای گیاهان بوده است؛ همچنین گاهی سنگ آهن‌های شیستی (هماتیت شیست) نیز وجود دارند، اما پیکره‌های دگرگونی نمک یا ژیپس بسیار کمیاب می‌باشند. در میان شیست‌هایی با خاستگاه آذرین، کالک شیست‌های ابریشمی مانند، سرپانتین‌های متورق (انواع الترامافیک غنی در الیوین) و میکاشیست‌های سفید، هالفلینات‌های لایه ای و پورفیروئیدی وجود دارند که از ریولیت‌ها، کوارتز‌های پورفیری و توف‌های فلسیک مشتق شده‌اند. با این حال اکثر میکاشیست‌ها گِل سنگ‌ها و شیل‌های دگرسان هستند و به درون سنگ‌های رسوبی به واسطه انواع متنوع فیلیت و میکا اسلیت‌ها منتقل می‌شوند. آنها در میان معمول‌ترین سنگ‌های دگرگونی قرار دارند و برخی از آنها گرافیتی و انواع دیگر کربناته هستند. تنوع در ظهور و ترکیب بسیار زیاد است اما آنها گروهی را تشکیل می‌دهند که تشخیصشان از میکاهای سفید و سیاه با فراوانی بالا و ویژگی نازک بودن، تورق وشیتس وارگی دشوار نمی‌باشد. زیر گروه آندولوزیت، استارولیت، کیانیت و سیلیماینت شیست معمولاً در مجاورت گرانیت‌های گنیسی ظاهر می‌گردند و احتمالاً تحت تأثیر دگرگونی مجاورتی هستند.

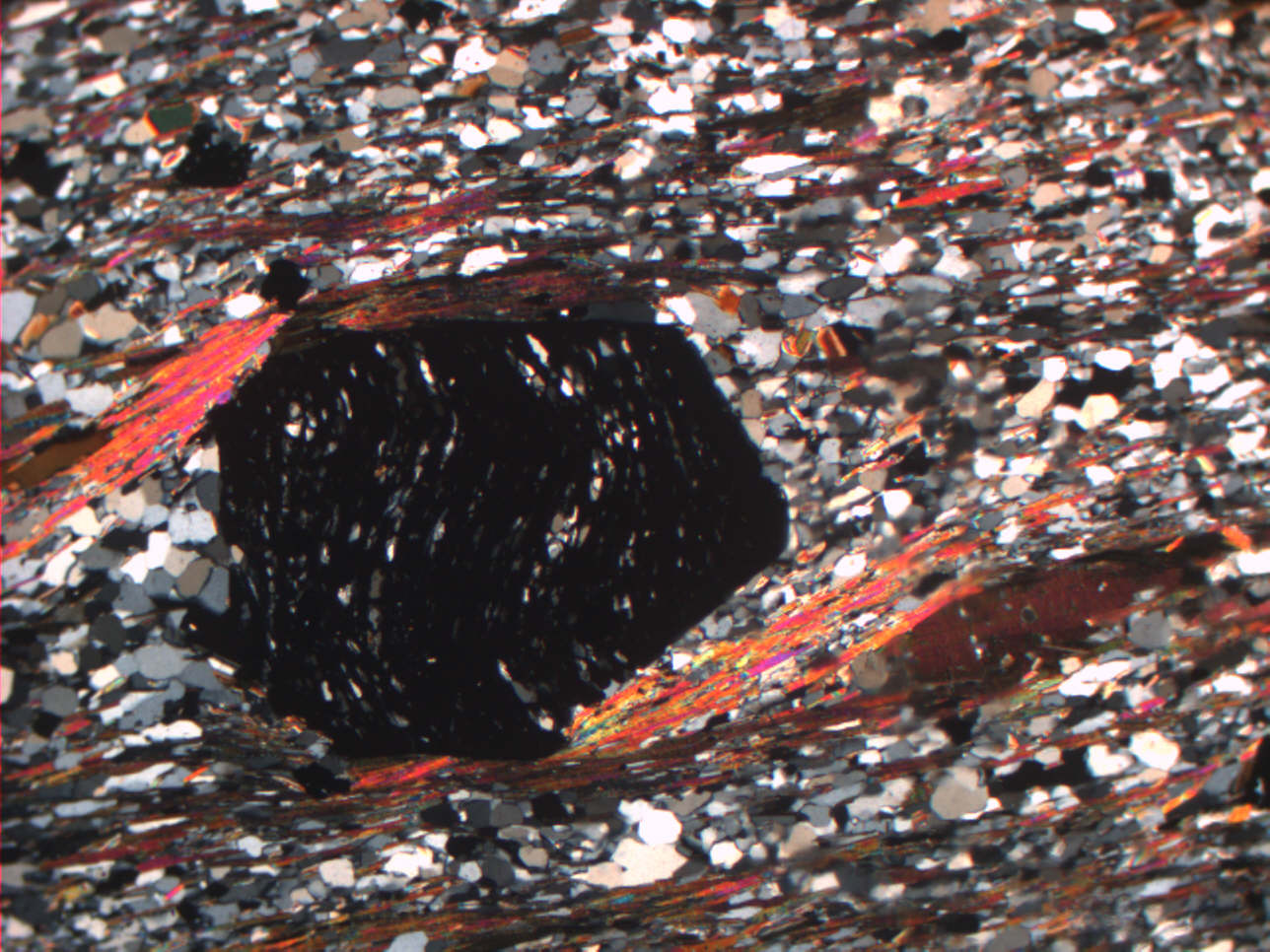
منظر میکروسکوپی از مقطع نازک گارنت میکا شیست زیر نور قطبی با بلور درشت گارنت (با رنگ سیاه) در زمینه‌ای از کوارتز و فلدسپار (دانه‌های سفید و خاکستری رنگ) و تیغه‌های موازی میکا (قرمز، ارغوانی و قهوه ایی).
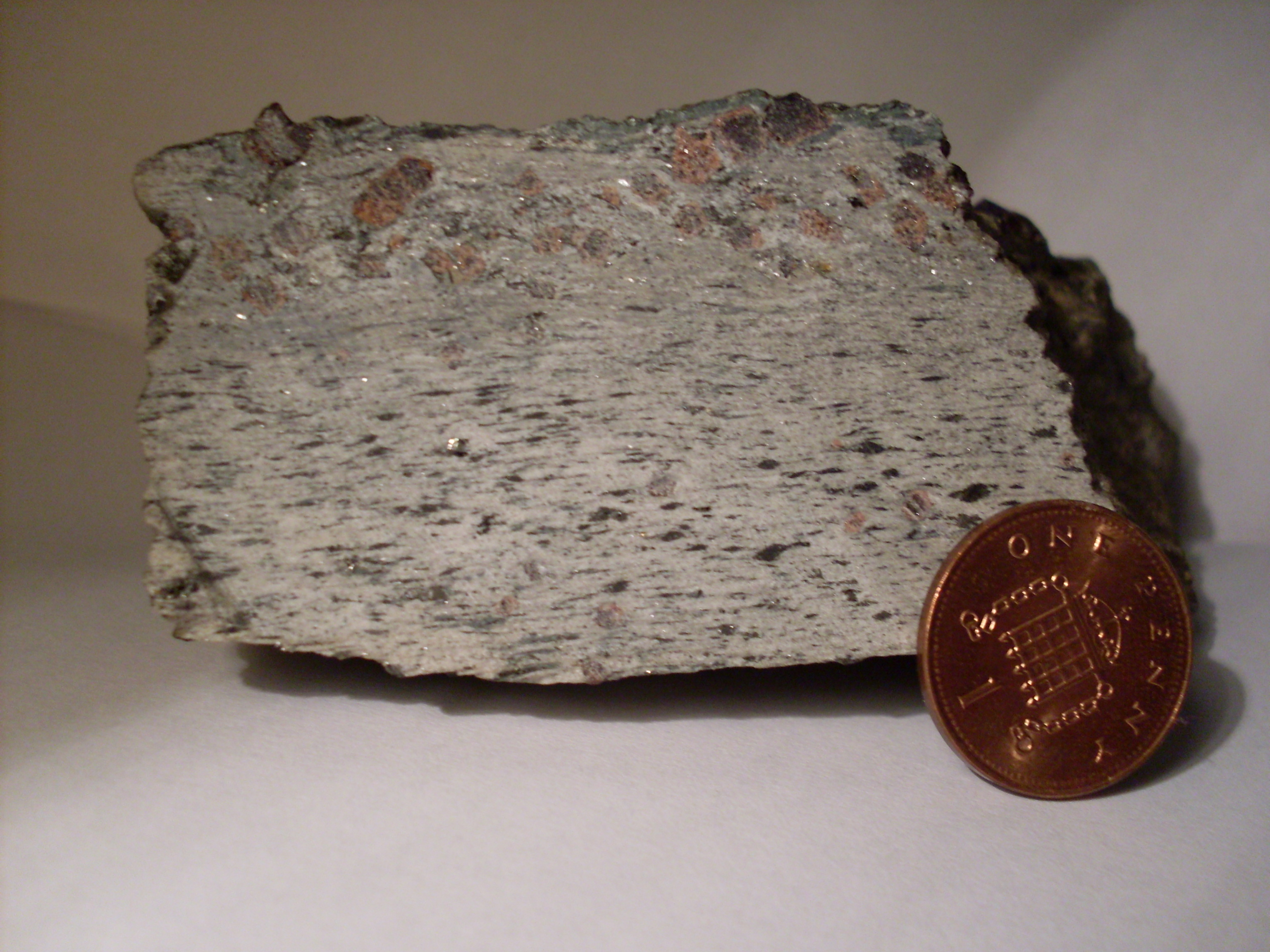
برش گارنت میکا شیست
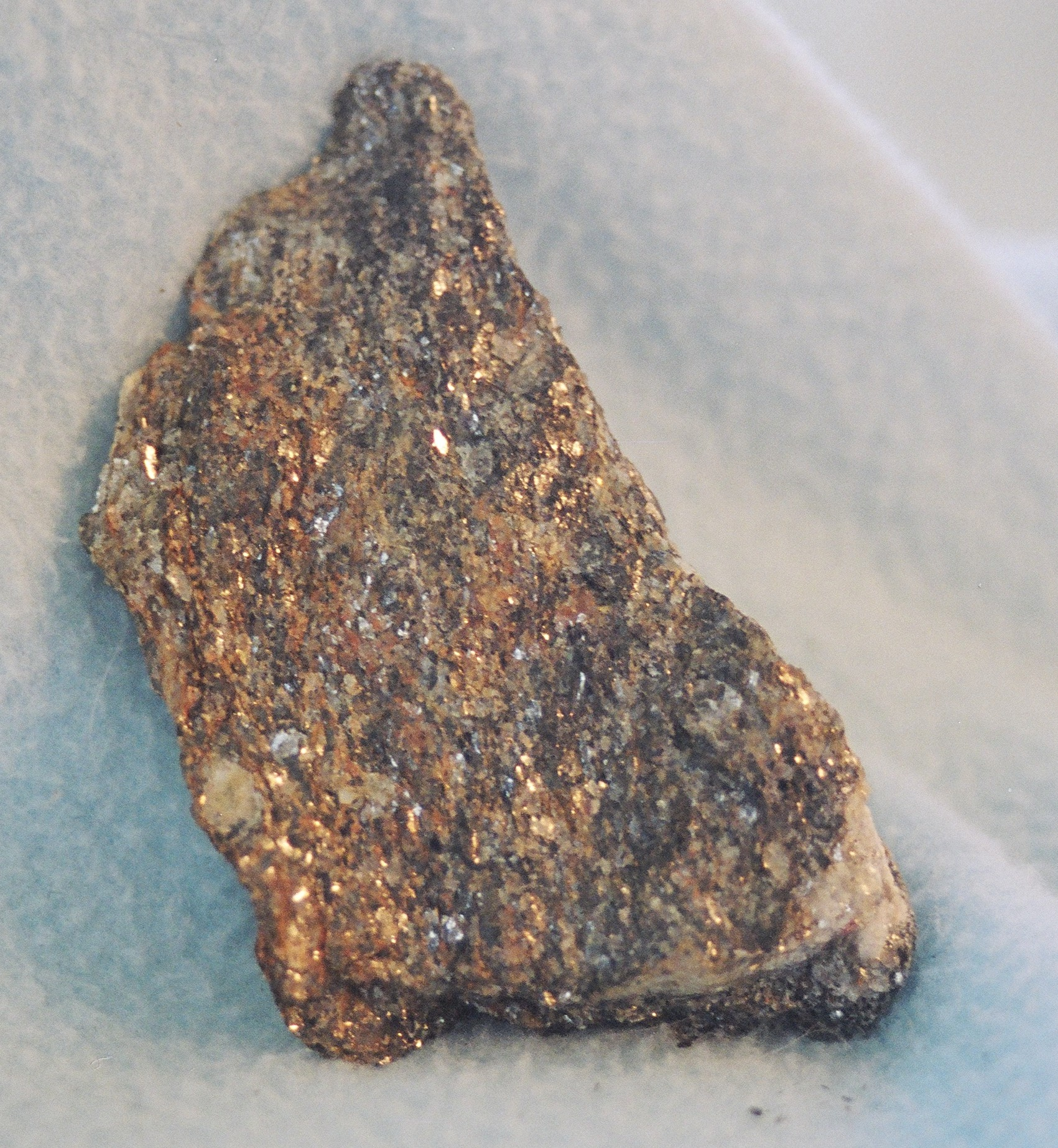
شیستِ منهتن،  متعلق به جنوب شرقی نیویورک
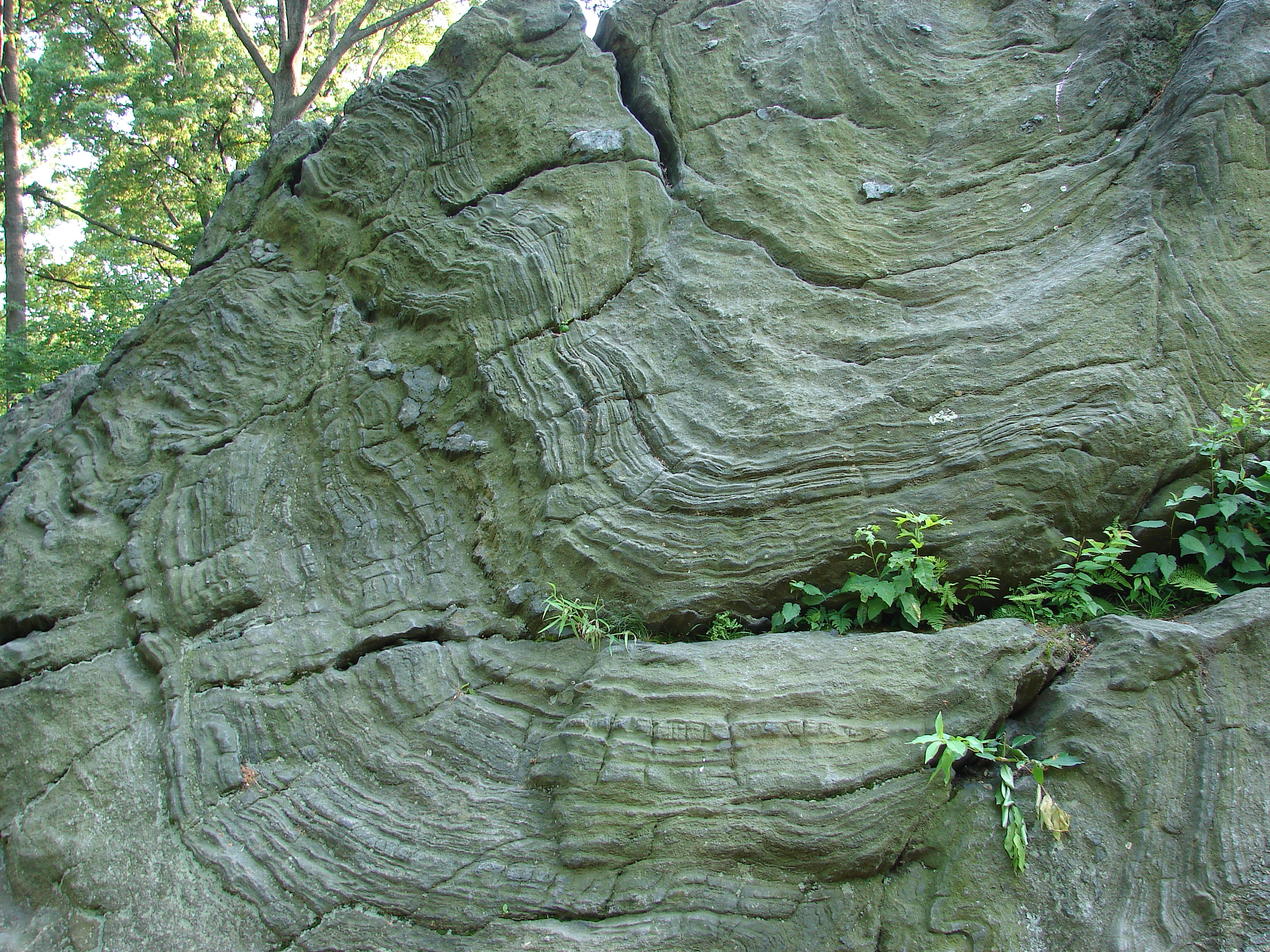
رخنمون شیست منهتن واقع در سنترال پارک نیویورک
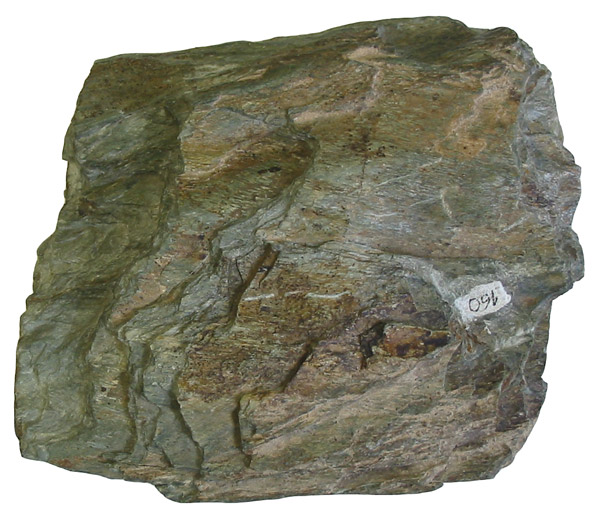
کلریِت شیست نوعی از شیست سبز.
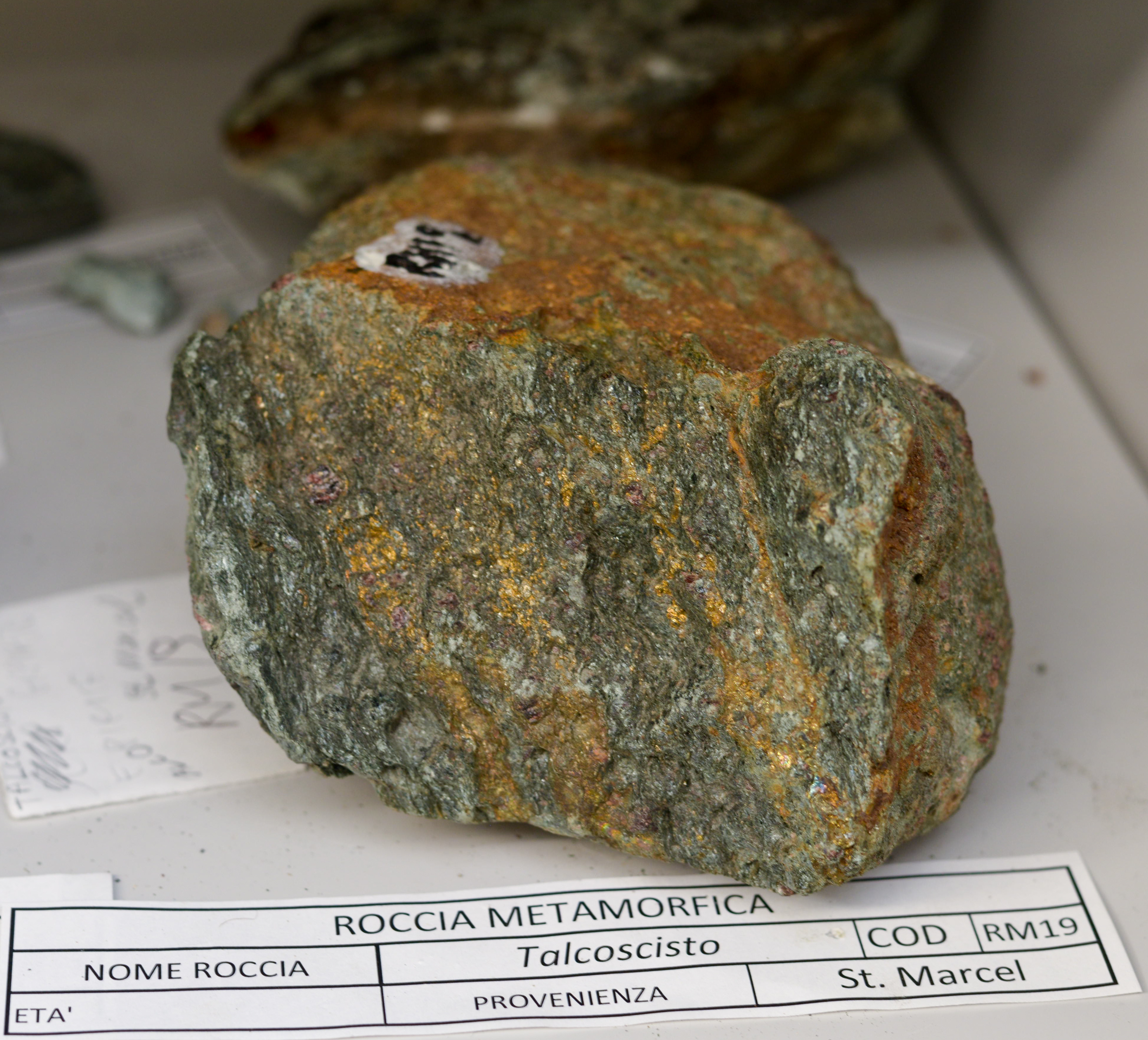
تالک شیست سینت مارسل- فرانسه.